# Eudocima discrepans
Eudocima discrepans là một loài bướm đêm thuộc họ Erebidae. Nó được tìm thấy ở khu vực đông bắc của Himalaya, miền tây Trung Quốc, Singapore, Thái Lan và Sundaland.
Ấu trùng ăn Tinomiscium petiolare.

## Hình ảnh

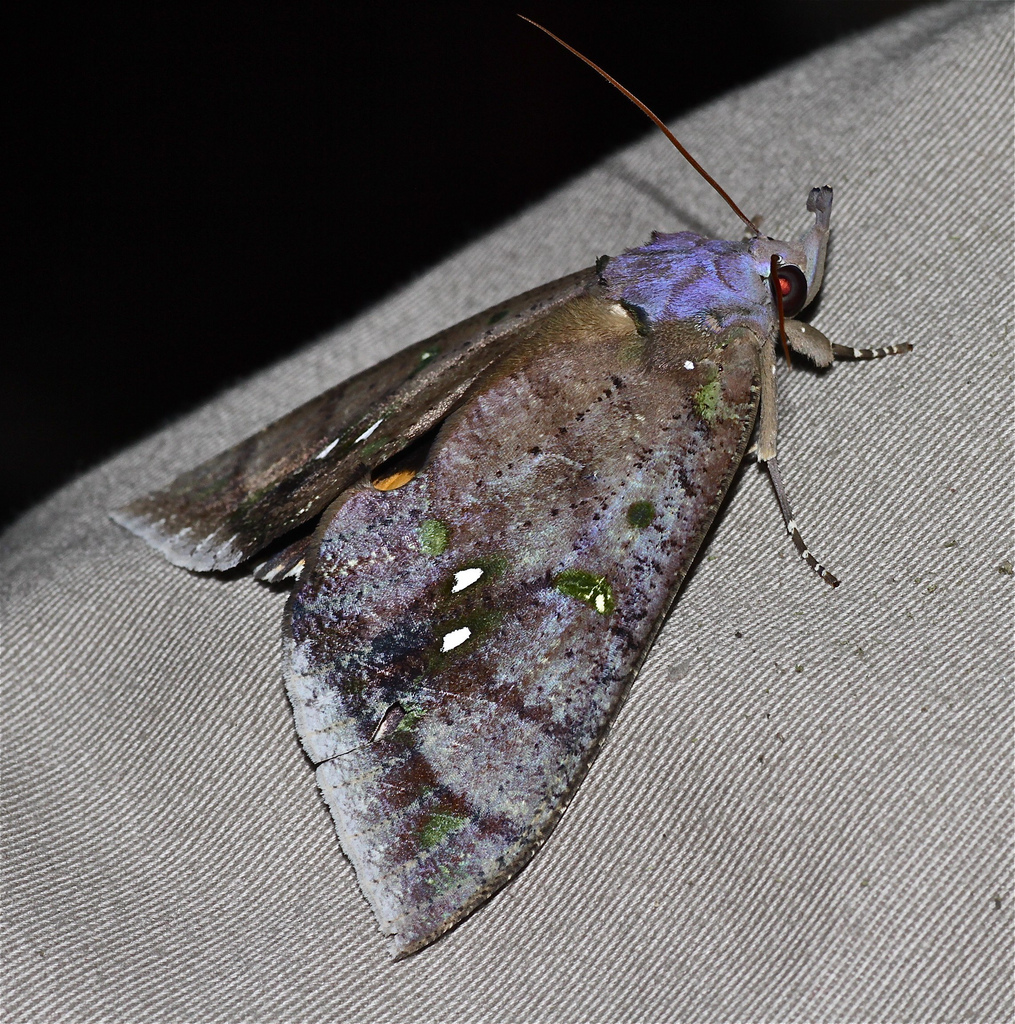
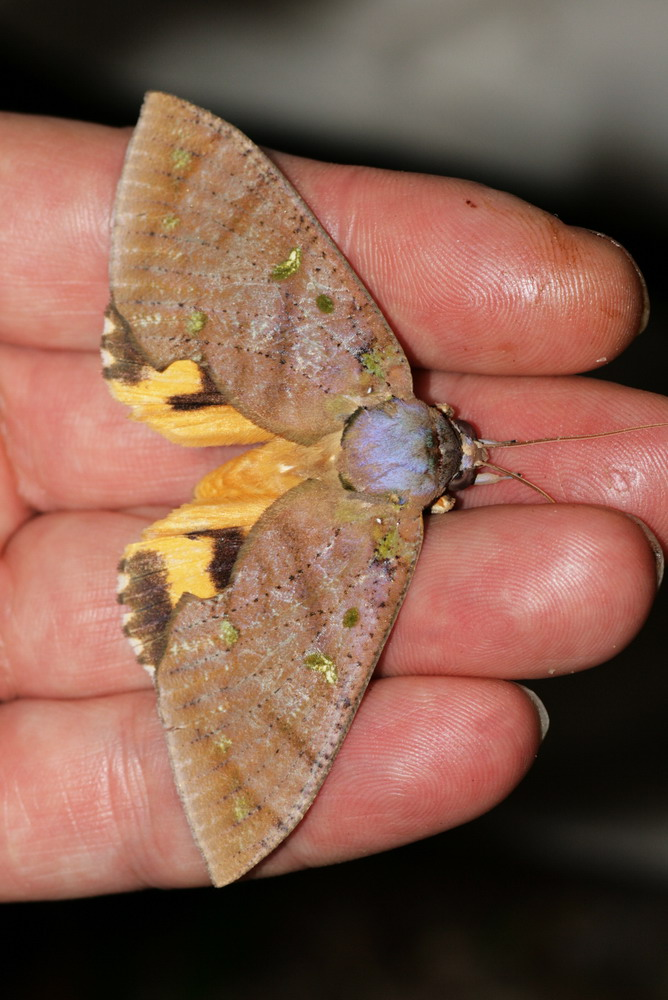